# Francia filozófusok listája
Nevezetes francia filozófusok listája:

## A
- Pierre Abélard (1079–1142)
- Jean le Rond d’Alembert (1717–1783)
- Louis Althusser
- Laoni Anzelm (1050–1117)
- Antoine Arnauld
- Raymond Aron (1905–1983)
- Pierre Aubenque

## B
- Gracchus Babeuf (1760–1797)
- Gaston Bachelard (1884–1962)
- Élisabeth Badinter
- Alain Badiou (1937–)
- Étienne Balibar (1942–)
- Georges Bataille
- Jean Baudrillard (1929–2007)
- Pierre Bayle (1647–1706)
- Jean Beaufret
- Simone de Beauvoir (1908–1986)
- Miguel Benasayag
- Henri Bergson (1859–1941)
- Maine de Biran
- Maurice Blanchot
- Jean Bodin (1529 vagy 1530–1596)
- Émile Boutroux (1845–1921)
- Jacques Bouveresse
- Émile Bréhier (1876–1952)
- Léon Brunschvicg

## C
- Pierre-Jean-Georges Cabanis
- Albert Camus (1913–1960)
- Georges Canguilhem
- Nicolas de Condorcet (1743–1794)
- Cornelius Castoriadis
- Jean Cavaillès
- Pierre Charron (1541–1603)
- Émile Chartier
- Émile Cioran (1911–1995)
- Auguste Comte
- André Comte-Sponville
- Étienne Bonnot de Condillac
- Victor Cousin

## D
- Gilles Deleuze (1925–1995)
- Jacques Derrida (1930–2004)
- René Descartes (1596–1650)
- Vincent Descombes (1943–)
- Denis Diderot (1713–1784)

## F
- Luc Ferry
- Michel Foucault
- Charles Fourier

## G
- Jean-Marc Gabaude (1928–2020)
- Pierre Gassendi (Petrus Gassendi)
- Roger Garaudy
- Jean Gerson
- Étienne Gilson
- René Girard
- André Glucksmann
- Victor Goldschmidt (1914–1981)
- Marie de Gournay
- Jean-Marie Guyau
- René Guénon

## H
- Maurice Halbwachs
- Ernst Hello
- Claude-Adrien Helvétius
- Michel Henry
- Paul Henri Thiry d’Holbach  (1723–1789)
- Guy Hocquenghem (1946–1988)
- Pierre Daniel Huet
- Jean Hyppolite

## J
- Pierre Janet
- Jean Jaurès
- Vladimir Jankélévitch
- François Jullien

## K
- Sarah Kofman
- Alexandre Kojève
- Alexandre Koyré
- Julia Kristeva

## L
- Étienne de La Boétie
- Julien Offray de La Mettrie
- Jacques Lacan
- Philippe Lacoue-Labarthe
- Hughes Felicité Robert de Lamennais
- Olivier Le Cour Grandmaison
- Emmanuel Lévinas
- Jacqueline Lichtenstein (1947–2019)
- Jean-François Lyotard
- Émile Littré
- Lucien Lévy-Bruhl
- Jacques Lusseyran

## M
- Gabriel Bonnot de Mably
- Pierre Magnard (1927–)
- Joseph de Maistre
- Nicolas Malebranche (1638–1715)
- Gabriel Marcel
- Maurice Merleau-Ponty
- Marin Mersenne
- Jean Meslier
- Jean-Claude Milner
- Jean-Baptiste de Mirabaud
- Michel de Montaigne
- Montesquieu (bárója) (Charles de Secondat)
- Étienne-Gabriel Morelly
- Emmanuel Mounier

## N
- Pierre Nicole

## P
- Blaise Pascal
- Georges Politzer
- Nicos Poulantzas
- Pierre-Joseph Proudhon

## R
- Petrus Ramus (Pierre de la Rameé) (1515–1572)
- Pierre Rabhi
- Jacques Rancière
- Charles Renouvier
- Théodule Ribot
- Paul Ricœur
- Clément Rosset
- Louis Rougier
- Henricus Regius (Hendrik de Roy) (1598–1679)
- Jean-Jacques Rousseau (1712–1778)
- Claude Henri de Rouvroy de Saint-Simon (1760–1825)
- Pierre-Paul Royer-Collard

## S
- Jean-Paul Sartre (1905–1980)
- René Schérer
- Michel Serres
- Jules Simon
- Emmanuel Joseph Sieyès
- Georges Sorel

## T
- Pierre Teilhard de Chardin (1881–1955)
- Hippolyte Taine (1828–1893)
- Alexis de Tocqueville (1805–1859)

## V
- Paul Valéry (1871–1945)
- Voltaire (1694–1778)
- Jules Vuillemin (1920–2001)

## W
- Jean Wahl
- Eric Weil
- Simone Weil (1909–1943)

## Fordítás
- Ez a szócikk részben vagy egészben  a   Liste französischer Philosophen című német Wikipédia-szócikk fordításán alapul.  Az eredeti cikk szerkesztőit annak laptörténete sorolja fel. Ez a jelzés csupán a megfogalmazás eredetét és a szerzői jogokat jelzi, nem szolgál a cikkben szereplő információk forrásmegjelöléseként.